# Knabenkantorei Basel
Die Knabenkantorei Basel (KKB) ist ein schweizerischer Knabenchor aus Basel; er ist aus den 1927 von Hermann Ulbrich gegründeten Singknaben der evangelisch-reformierten Kirche Basel-Stadt hervorgegangen. Heute ist der Chor konfessionell neutral. Gesungen werden geistliche und weltliche Werke. Seit 2017 steht der Chor unter der Leitung von Oliver Rudin.
Der Chor hat an bedeutenden Musikfestivals teilgenommen, so an den Internationalen Musikfestwochen Luzern unter James Conlon, Mario Venzago, Riccardo Chailly und Mariss Jansons, am Festival Europäischer Musik in Berlin unter Roland Bader, am Internationalen Knabenchorfestival Posen (Polen), sowie an Festivals in Nancy, Maastricht, Venedig, Basel und 1997 am Schubert-Chorfestival in Wien. Die Knabenkantorei Basel ist ausserdem Gastgeberchor des Europäischen Jugendchorfestivals (EJCF).

## Aufbau
Der Chor besteht aus rund 45 Knaben- sowie 35 Männerstimmen. Die Männerstimmen sind in der Regel ehemalige Knabenstimmen, die auf eine langjährige Chorerfahrung zurückblicken können. Die Sänger setzen einen wesentlichen Teil ihrer Freizeit ein: Neben den Proben kommen Gottesdienste, Konzerte, Konzertreisen, Radio- und TV-Aufnahmen sowie CD-Einspielungen dazu. Zur Vertiefung des Repertoires findet jährlich ein Chorlager statt.
Seit den 1980er-Jahren tritt der Chor bis in einer Konzertkleidung bestehend aus roten Plüschpullovern, weissen Kragenhemden und schwarzen Hosen auf. Markenzeichen war bis zur Erneuerung sämtlicher Visuals 2014 ein grün-weisses Signet, das "KKB-Engelchen". Die 2008 erstmals offiziell festgelegten Vereinsfarben waren grün und rot.
Seit 2014 ist der neue visuelle Auftritt in Verwendung. Er beinhaltet das Logo, bestehend aus schwarzem quirligem Schriftzug sowie roten 'Notenlinien', sowie ein moderneres Design.

## Repertoire
Die A-cappella-Literatur reicht von der Renaissance (Handl, Schütz) bis zur Moderne (Miskinis, Tormis). Schwerpunkte bilden die Aufführungen von Oratorien, Messen und Kantaten von Komponisten wie Bach, Händel, Mozart, Mendelssohn, Britten oder Rossini.
Im Weiteren wirken die Knabenstimmen im Lucerne Festival sowie an Opernaufführungen des Theaters Basel mit: Die Zauberflöte, Die tote Stadt, Tosca, Mefistofele, Carmen, La Bohème, Carmina Burana und Macbeth. Als Solisten waren die KKB-Sänger auch an den Theatern von Bern und Freiburg im Breisgau in der Zauberflöte zu hören.

## Auszeichnungen

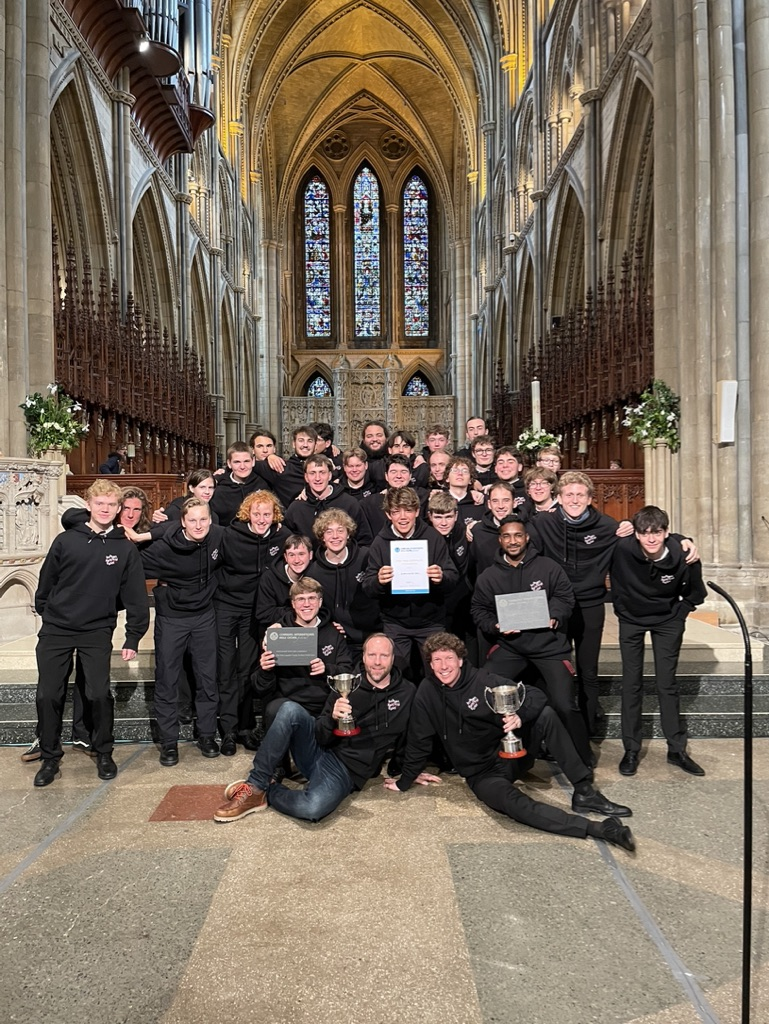
Der Männerchor der Knabenkantorei Basel in der Kathedrale in Truro, nach der Preisverleihung am Cornwall International Male Choral Festival 2022

- CIMCF 2022 (Männerchor der KKB): 1. Platz, 93/100 Punkte, bei der Youth Choral Competition[1]

- CIMCF 2022 (Männerchor der KKB): Gewinner "Most Entertaining Performance"[1]

## Geschichte

### Gründung und erste Jahre
Die Gründung des Chores geht auf die Initiative des damaligen Sekundarlehrers Hermann Ulbrich zurück, welcher beim Basler Bach-Chor sang und die häufigen Konzerte des Thomanerchors unter Karl Straube in Basel besuchte. Ulbrich wandte sich an Ernst Lipp, ebenfalls Bach-Chorsänger und Präsident der Kommission für den Unterricht in der Biblischen Geschichte (KUBG), und schlug ihm vor, eine in den Dienst der Kirche gestellten Gesangsschule zur Sicherung der Choralpflege zu gründen, welche jedoch vom CVJM unabhängig war. Lipp leitete die Idee an den Kirchenrat weiter, wo sie aber auf wenig Anklang stiess. Dennoch genehmigte die KUBG im Mai 1927 den Richtlinienentwurf, den zuvor Ulbrich zusammen mit Lipp und CVJM-Jugendsekretär Jakob Staehelin erstellte, und übernahm den noch zu gründenden Chor in ihren Aufgabenbereich.
Ulbrich ließ Anfang Juni 1927 Werbeschreiben für die im Mai institutionalisierten Singknaben der evangelisch-reformierten Kirche Basel-Stadt an die Basler Knaben-Mittelschulen verschicken. Am 15. Juni 1927 fand die erste informative Besprechung mit 33 interessierten Knaben statt; dieses Datum wird als Gründungsdatum der KKB empfunden. Die erste Probe fand am 19. August 1927 im Bischofshof des Münsters statt, bald wechselte man aber wegen Heizungsproblemen in die Katharinen-Kapelle des Kreuzgangs. Der erste öffentliche Auftritt erfolgte am 30. Oktober 1927 im Rahmen eines Gottesdienstes in der Martinskirche; es war jedoch ein Fiasko, da die nur 19 erschienenen Knaben so schlecht sangen, dass Ulbrich zu resignieren drohte. Lipp ermunterte ihn jedoch, weiterzumachen, und bereits zu Weihnachten 1927 begeisterte der Chor im Gottesdienst in der Theodorskirche.
Der dritte Auftritt im Rahmen eines Bach-Konzerts im April 1928 war zugleich der letzte vor einer längeren Pause im Sommer, während welcher eine grosse Werbeaktion zur Sicherung des Sängerbestands durchgeführt wurde. An der Aktion hatte der Münsterorganist Adolf Hamm grossen Anteil; er bewerkstelligte, dass nach der erfolgreichen Aktion der auf 63 Knaben angewachsene Chor zu Weihnachten 1928 mit dem Bach-Chor das Bachsche Weihnachtsoratorium und zu Ostern 1929 das Passionskonzert bestreiten durfte. Im August 1929 wurde anlässlich des ersten Elternabends ein Arbeitsausschuss gegründet, als dessen Präsident – und damit als erster Präsident der KKB – Jakob Staehelin gewählt worden war.
Ebenfalls im August 1929 wurden die Chorschüler der evangelisch-reformierten Kirche Basel-Stadt, welche aus ehemaligen Singknaben nach dem Stimmbruch bestanden, gegründet. Die Erweiterung des Chores um Männerstimmen war dabei bereits im Januar 1928 erwogen worden, jedoch blieb ein entsprechender Aufruf an den oberen Schulen ohne Resonanz; auch der Kirchenrat lehnte es wegen seinerseits ungewollter Konkurrenz gegenüber den erwachsenen Gemeinde- und Kirchenchören ab. Dennoch traten die Chorschüler bei Hamms Freiem Orgelspiel im Dezember 1928 auf, konnten sich in der Folge aber (vorerst) nicht halten.
Am 22. Dezember 1929 veranstaltete der Knabenchor im Münster in Form einer Weihnachtsliturgie erstmals einen eigenen Auftritt, welcher zusammen mit der stadtbekannten Sopranistin Helene Sandreuter ein grosser Erfolg wurde.
Die im Vergleich mit grossen Internatschören noch bescheidene Chorqualität war 1930 unter Sängereltern ein Thema, da sie nach einem schwachen Auftritt in einem Gottesdienst in Kleinhüningen forderten, weitere öffentliche Auftritte vorerst zu unterlassen. Deshalb wurde nach den Sommerferien 1930 die Probenzeit von 75 auf 120 Minuten verlängert und in je 60 Minuten Gesangstechnik und Chorprobe unterteilt. Inzwischen 88 Knaben umfasste der Chor, was einen Probenlokalwechsel von der St. Johanns-Kapelle in ein grösseres und wesentlich teureres Lokal am Nadelberg bei der Peterskirche zur Folge hatte. Im Dezember 1930 feierte der Chor seinen 25. Auftritt. Die Qualität und Leistung hob sich allmählich, sodass bereits erste Knabensolisten vorgesehen wurden.
1931 führte Ulbrich in Anlehnung an die populären Pfadfinder ein Hierarchie-Gruppensystem ein; nach dem Vorbild der Meistersänger konnten die Knaben vom Schüler zum Sänger und schliesslich zum Meister aufsteigen. Weitere Elemente wie Abzeichen oder ein «Sängerspiegel» (äquivalent zum Pfadfinderversprechen) wurden einbezogen. Wie lange sich dieses Hierarchie-System hielt, ist nicht überliefert. An den öffentlichen Auftritten waren jedoch alle beteiligt. Die bereits 1930 entstandene Idee eines Chorlagers wurde 1932 vom Präsidenten Staehelin wiederaufgegriffen und vom 3. bis 13. Oktober in Greifensee durchgeführt. Das fünfte Jubiläum, das 1932 stattfand, wurde mit einem grossen Familienabend mit Lotterie und Programm begangen.
Eine Problematik, die sich etwa zwischen 1930 und 1933 immer wieder zeigte, war die schwankende Sängerzahl und Qualität des Chores: Konnte Ulbrich von den vielen angeworbenen Sängern einen Teil im Chor halten und sie zu Trägern erfolgversprechender Auftritte heranbilden, fielen jene besten Sänger meistens sogleich in den Stimmbruch und mussten austreten, währenddessen Ulbrich wieder neue Knaben anwerben und ausbilden musste. Zudem plante die Schola Cantorum Basiliensis, einen Kinderchor aufzubauen, was zusätzliche Konkurrenz bedeutet hätte. Deshalb wurde 1933 eine «Schulabteilung» (der heutige «Grundkurs») eingeführt, um weiteren Qualitätsabbau zu vermeiden. Begabte Sänger kamen dabei weiterhin sofort in den Chor, die anderen besuchten zuerst die Schulabteilung. Eine weitere Neuerung wurde 1933 mit der Stimmbildung eingeführt; dafür konnte Helene Sandreuter gewonnen werden. Das teure Probenlokal am Nadelberg wurde mit der Spitalkirche vertauscht. Ende Jahr trat Jakob Staehelin als Präsident wegen Wegzugs aus Basel zurück; sein Vetter Hans Staehelin übernahm sein Amt.
Die folgenden Jahre bis zum Zweiten Weltkrieg waren geprägt durch solide Weiterarbeit. Aus Ulbrich und der Stimmbildnerin Sandreuter wurde in dieser Zeit ein Liebespaar, sie heirateten am 11. Juli 1936. Ebenfalls 1936 übernahm Alfred Courvoisier das Präsidium. Im Dezember 1938 wurde mit dem Chor erstmals eine halbstündige Radiosendung aufgenommen. Der Jahreshöhepunkt fand jedoch bereits am 12. Mai 1938 statt: die Mitwirkung an der Uraufführung von Arthur Honeggers Jeanne d’Arc au bûcher im Theater Basel mit Ida Rubinstein als Jeanne und dem Basler Kammerorchester unter Paul Sacher. Eine Wiederholung der Aufführung mit den Singknaben erfolgte 1939 an der Schweizerischen Landesausstellung in Zürich.

### Krise im Zweiten Weltkrieg
Nach Beginn des Zweiten Weltkriegs wurde die Probenarbeit kontinuierlich erschwert, sodass 1940 ein weiterer Wechsel des Probenlokals zuerst an die Musik-Akademie der Stadt Basel und danach ins Kinderhaus der Basler Mission erfolgte. Da Ulbrich bis Juli 1940 Aktivdienst beim Militär leistete, wurden Emil Herrmann und Helene Sandreuter mit der interimistischen Chorleitung beauftragt, was die vorläufige Einstellung der Stimmbildung zur Folge hatte. Die Sängeranzahl war inzwischen auf 25 geschrumpft. Ulbrich, der weiterhin auf Pikett war, erarbeitete mit dem Chor eine Weihnachtsliturgie. 1941 kam eine gemeinsame Aufführung mit der Schola Cantorum zustande. Im selben Jahr verstarb Ernst Lipp, der seit der Gründung für die Entwicklung des Chores massgeblich beteiligt gewesen war. 1942 und 1943 fiel das gewöhnlich grosse Interesse von Neulingen sehr gering aus, sodass der Chor bis im Mai 1943 nur noch 16 Sänger zählte, deren Qualität aber genügend hoch war, um ein erfolgreiches Konzert mit der Schola Cantorum in der Barfüsserkirche zu geben. Bis 1944 waren immerhin wieder 30 Sänger im Chor. Im Mai 1945 gestaltete der Chor einen Dankgottesdienst zum Kriegsende mit.

### Erweiterung und letzte Jahre Ulbrichs
In den Jahren nach dem Krieg nahm die Sängeranzahl wieder allmählich zu. Das Ehepaar Ulbrich-Sandreuter konnte sich wieder voll den Singknaben widmen. Bereits 1945 bestritt der Chor zusammen mit dem Bach-Chor die Uraufführung des Oratoriums Unser Vater von Walter Müller von Kulm. 1949 wirkte der Chor am 17. Kirchgesangstag des Schweizerischen Kirchengesangsbundes mit. 1950 löste der Pfarrer Alfred Studer Courvoisier als Präsidenten ab. Im selben Jahr kehrte der Chor wieder zu seinem ursprünglichen Probenlokal, dem Bischofshof, zurück, wo die KKB heute noch probt.
1952 wurde das 25-Jahre-Jubiläum mit einem Festgottesdienst am 22. Juni im Münster gefeiert. Der Komponist Rudolf Moser beschenkte den Chor mit seiner Komposition des 29. Psalms. Erstmals zum Einsatz kamen auch wieder Männerstimmen, ehemalige Singknaben, die sich zur Verfügung stellten. Die Anwerbungen für neue Sänger wurden erstmals bis in die zweiten Primarklassen getragen, da sich mit den Pfadfindern und dem Hoffnungsbund grosse Konkurrenz breitmachte. 1956 erfolgte ein weiterer Präsidentenwechsel; Studer trat wegen Wegzugs zurück und übergab es dem Komponisten Rudolf Moser. 1959 wurden aus einem Konzert mit dem Organisten Hans Balmer zeitgenössische Werke vom Schweizer Radio aufgenommen.
1958 wurden die Männerstimmen bei den Singknaben provisorisch zugelassen; die KUBG genehmigte einen entsprechenden Pilotversuch. Zusätzlich wurde eine Namensänderung diskutiert, aber bis nach der Pilotphase aufgeschoben. Am 23. August 1958 fand die erste Probe mit acht Männerstimmen statt, und bereits im Januar 1959 verkündete Ulbrich, die Neuerung würde sich halten. Da sich jedoch bis 1962 keine Tenöre finden liessen, wurden die tiefsten Knabenstimmen und die Stimmbrüchigen als Tenöre eingesetzt. 1959 erfolgte dann auch die bereits diskutierte Namensänderung: Der Chor hiess von nun an Evangelische Kantorei Basel und wurde neu direkt dem Kirchenrat unterstellt.
1960 erschütterte der Unfalltod von Präsident Moser die Kantorei; sein Nachfolger wurde Rudolf Massini. In den 1960er-Jahren gab Ulbrich erstmals einen Teil der Verantwortung ab: seine Frau Helene Sandreuter und sein Sohn Markus Ulbrich sowie Kurt Tschirren, Mitarbeiter in der Administration, wurden seine Assistenten in der Chorleitung, darüber hinaus unterrichteten Markus Ulbrich und Tschirren Kurse in der Schulabteilung.
1967 schloss sich die Mutantengruppe, eine Gruppe der stimmbrüchigen Sänger, zusammen, um die früher zur Zwangspause genötigten Phase des Stimmbruchs in Form von Stimmbildung und Literaturkunde sinnvoll zu nutzen und besser auf die Männerstimmen vorzubereiten. Auch wurden ab 1967 die Werbungsaktionen in sämtlichen Primarklassen durchgeführt. 1968 forderten die älteren Sänger (womöglich inspiriert von der 68er-Bewegung) Mitspracherecht im Arbeitsausschuss, das ihnen schliesslich gewährt wurde.

### Vereinsgründung
Im Februar 1970 gaben Hermann Ulbrich und Helene Sandreuter ihren Rücktritt auf von der Chorleitung auf Ende Juni 1970 bekannt. Die Chorleitung wurde von seinem Sohn Markus sowie zweier weiterer ehemaliger Singknaben, Kurt Tschirren und Werner Schniepper, übernommen. Markus Ulbrich setzte in der Folge einen musikalischen Schwerpunkt auf Heinrich Schütz mit der Aufführung von dessen Werken Die sieben Worte Jesu Christi am Kreuz (1971), Johannespassion (1972) und Auferstehungshistorie (1974). Tschirren zog sich 1972 zurück, worauf Schniepper seinen Arbeitsbereich übernahm und Hans Peter Oppliger jenen von Schniepper.
Zwischen 1970 und 1972 wurde intensiv diskutiert, wie der Chor in der Zukunft rechtlich auftreten sollte. Verschiedene Möglichkeiten, darunter der Anschluss an den CVJM, wurden jedoch als ungünstig angesehen. Schliesslich entschloss man sich, einen eigenständigen Verein zu gründen und sich vom Kirchenrat zu lösen. Die Gründungsversammlung fand am 2. Februar 1972 statt und beinhaltete u. a. auch die Neuwahl von Max Huldi zum Präsidenten anstelle des zurückgetretenen Massini. An der Elternversammlung wurde eine weitere Namensveränderung beschlossen, die sowohl für die aufkommende Ökumene geeignet ist, als auch trotz der Männerstimmen den Knabenchor-Charakter wiedergeben. Mit dem Namen Knabenkantorei Basel (KKB) wurden diese Ziele erfüllt.
Die KKB erfuhr in der Folge einen starken Aufschwung: als Verein konnte man bei verschiedensten Institutionen um finanzielle Unterstützung bitten; zudem trugen viele Mitglieder und Gönner zur verbesserten Finanzsituation bei, wodurch u. a. qualifizierteres Ausbildungspersonal angestellt werden konnte. Die Öffentlichkeitsarbeit wurde verstärkt und verbessert und der Chor erhielt ein Signet, welches aus einem ausgeschriebenen Wettbewerb hervorging. Im Sommer 1973 wurde die erste Konzertreise ins Berner Oberland durchgeführt und die erste Schallplatte mit Chor- und Orgelwerken von Felix Mendelssohn Bartholdy aufgenommen, es folgte 1974 mit Hilfe des Organisten Hans Peter Aeschlimann eine Reise in die Niederlande und die Aufnahme der KKB als Patronatsmitglied der Gesellschaft für das Gute und Gemeinnützige. Die ersten Fernsehaufzeichnungen wurden 1975 und 1976 vom Südwestrundfunk durchgeführt.
1974 wurde der Gregorianikkreis gegründet, welcher eine kirchenmusikalische Weiterbildung sowohl für die älteren aktiven Sänger als auch für Ehemalige darstellt. Des Weiteren trieb Ulbrich die Verbesserung der Ausbildung voran: In der Stimmbildung konnte der Bassist Stefan Kramp verpflichtet werden, und die Schulabteilung wurde zum heutigen «Grundkurs» umfunktioniert.
Im November 1980 verstarb Chorgründer Hermann Ulbrich im Alter von 77 Jahren. Auf Ende Jahr trat Markus Ulbrich aus beruflichen und persönlichen Gründen zurück. Erstmals wurde eine Kommission zur Findung eines neuen Chorleiters gebildet. Zum Schluss blieb die Wahl zwischen dem deutschen Kantor Klaus Knall und dem Leiter der Jugendmusikschule Muttenz, Beat Raaflaub. Die Kommission entschied sich einstimmig für Knall, welcher ab 1981 die Chorleitung übernahm.

### Übergangsphase und Dirigentenwechsel
Mit dem Antritt Knalls trat Schniepper als administrativer Leiter zurück. 1982 geriet die KKB in grössere finanzielle Schwierigkeiten; der Kanton Basel-Stadt strich die Subventionen an die KKB. Zudem trat Klaus Knall per Ende Jahr aus beruflichen Gründen und Zeitmangel wieder zurück. Beat Raaflaub, zwei Jahre zuvor als Bewerber Knall unterlegen, wurde neuer musikalischer Leiter. 1983 und 1984 traten diverse Vereinsstützen zurück, sodass sich der Verein eine neue Leitungsstruktur gab: neu war der Vorstand direkt dem Chor vorangestellt. Anstelle des zurückgetretenen Präsidenten Max Huldi kam 1984 Gerhard Winkler. Im Dezember wurde die Sankt-Nikolaus-Kantate von Benjamin Britten viermal in der Basler Martinskirche und in Reinach aufgeführt, und im Juni 1985 realisierte die KKB die erste deutschsprachige Schallplattenaufnahme der Kantate Brittens.

### Ära Raaflaub
Im September 1986 traten erstmals Knabensolisten der KKB im Rahmen der Zauberflöte-Inszenierungen am Theater Basel, später auch in Bern und in Freiburg im Breisgau auf. Vom 13. bis 17. Oktober wirkten die Knabenstimmen am Festival der Europäischen Musik in Berlin in Gustav Mahlers Achter Sinfonie unter Roland Bader mit; im November wurden vom Gesamtchor Mozarts Requiem und seine Grabmusik aufgeführt.
1987 wurde das 60-Jahre-Jubiläum reichhaltig gefeiert: am 10. Januar sangen die Wiener Sängerknaben ein Gastkonzert mit der KKB im ausverkauften Stadtcasino. Ende Februar wurde der Chor ans Festival International de Chant Choral in Nantes eingeladen. Am 16. und 17. Mai fand das grosse Jubiläums-Festwochenende statt mit Chören aus ganz Europa und über 600 Teilnehmern, die in der Region Basel sangen. Dieses Festwochenende kann als Pilotprojekt des EJCFs, das erstmals 1992 stattfinden würde, gesehen werden. Im August trat die KKB an den Internationalen Musikfestwochen Luzern auf und wirkte bei Leonard Bernsteins Chichester Psalms mit. Als Abschluss fand im Oktober in Erinnerung an die erste Konzertreise eine Jubiläumsreise ins Berner Oberland statt.
Im November 1988 wurden das Magnificat von Carl Philipp Emanuel Bach und Mozarts Krönungsmesse zur Aufführung gebracht. 1990 nahm die KKB am Kleinbasler Charivari teil, die Knabenstimmen hatten zudem Auftritte am Theater Basel in Alban Bergs Wozzeck und am Münster in Frank Martins Totentanz. Im Mai 1991 sang die Knabenkantorei anlässlich der Festsitzung der 700-Jahre-Jubiläumssession im Berner Bundeshaus vor der Eidgenössischen Bundesversammlung. Anfang Oktober konnte eine Konzertreise nach Sankt Petersburg planmässig durchgeführt werden, obwohl nur Wochen zuvor kommunistische Putschisten Gorbatschow stürzen wollten.
1992 erlitt die geplante dreiwöchige Konzertreise in die USA durch den Rückzug zweier grosser Sponsoren einen finanziellen Rückschlag und musste vorerst abgesagt werden. In deren Folge wurde an der jährlichen Generalversammlung der Bildung eines konjunkturunabhängigen Finanzreservoirs in Form einer Konzertreisestiftung zugestimmt. Im Mai fand das erste Europäische Jugendchorfestival (EJCF) statt; die KKB dabei mit Winkler als Geschäftsleiter und Raaflaub als musikalischer Beirat massgeblich an der Durchführung beteiligt. 1993 wirkten die Knabenstimmen an über 40 Opernaufführungen (Puccinis Tosca und Boitos Mefistofele) am Theater Basel mit. Im Mai konnte die USA-Konzertreise, auf eine Woche verkürzt und in Begleitung des baselstädtischen Regierungsrats Hans-Rudolf Striebel, doch noch durchgeführt werden. Erstmals fanden Konzerte der KKB ausserhalb Europas (u. a. New York City, Philadelphia) statt.
Im März 1994 führte die KKB die erst 1985 wiederentdeckte Markus-Passion von Carl Philipp Emanuel Bach auf und spielte diese als weltweit erste Tonaufnahmen ein; die Doppel-CD erschien beim Label Ars Musici. Im April trat Gerhard Winkler als Präsident zurück, sein Nachfolger wurde Jürg Rauschenbach. 1995 konzertierte die Knabenkantorei auf ihrer Deutschland-Tournee in den Städten Ulm, Wiesbaden, Göttingen, Hannover und Frankfurt am Main; ausserdem wirkte der Chor bei der zweiten Ausgabe des EJCF mit. 1996 fand eine Konzertreise durch Finnland und Estland mit anschliessendem Chorlager bei Turku statt.
1997 feierte die Knabenkantorei ihr 70-jähriges Bestehen mit der Uraufführung von Joseph Fitzmartins Kantate Ich möcht’ ein Clown sein (Text von Hanns Dieter Hüsch) im März, zusammen mit der Basler Knabenmusik. Im April fand im Münster ein Festgottesdienst statt, und im Mai zelebrierte der Chor zusammen mit anderen Jungkünstlern der Region eine Jugendkulturgala im Stadtcasino Basel. Als Abschluss fanden im November drei ausverkaufte Aufführungen von Joseph Haydns Die Jahreszeiten statt. Im gleichen Jahr trat der Vizedirigent Rolf Herter zurück; für ihn kam der Deutsche Johannes Tolle. Die Jubiläumskonzertreise fand im Februar 1998 statt und führte die KKB zwei Wochen lang durch Südafrika. Im Mai wirkte der Chor einmal mehr am EJCF mit. Im Oktober erhielt Raaflaub von der Jubiläumsstiftung des Schweizerischen Bankvereins den Bumberniggel-Preis verliehen.

### Brasilien-Reise und letzte Jahre Raaflaubs
1999 folgten eine Konzertreise durch Tschechien mit Auftritten in Brünn, Königgrätz, Pardubitz und Prag, sowie im Dezember Aufführungen von Bachs Weihnachtsoratorium. Im Juni 2000 Im Herbst bereiste der Chor die deutschen Städte Berlin (mit einem Auftritt im Berliner Dom) und Potsdam sowie das polnische Posen und brachten Ende des Jahres Mendelssohns Elias zur Aufführung. Am 11. Januar 2001 nahm die Knabenkantorei zusammen mit 14 anderen Chören an einer tausendköpfigen Aufführung von Mahlers Achten Sinfonie (Sinfonie der Tausend) in der Messe Basel teil. Johannes Tolle trat als Vizedirigent zurück, er wurde von Jürg Siegrist, einem ehemaligen Chormitglied, abgelöst. Im September wirkten die Knabenstimmen während einer Schweizer Konzertreihe bei Mahlers Dritten Sinfonie mit; weitere Engagements am Lucerne Festival in den weiteren Jahren folgten. Ende Jahr wurde zusammen mit der Kantorei St. Arbogast Brittens Sankt-Nikolaus-Kantate aufgeführt.
Im Sommer 2002 wurde das 75-Jahre-Jubiläum mit einer dreiwöchigen Konzertreise durch Brasilien gefeiert. Die Brasilien-Reise gilt als längste und erfolgreichste Konzertreise der Chorgeschichte; die KKB begeisterte in 13 Städten und erreichte beim Auftritt in der Stadt Riversul, welches bundesweit im Fernsehen übertragen wurde, eine Einschaltquote im zweistelligen Millionenbereich. Im Herbst zog man für zehn Tage erstmals in das ehemalige Maloja Palace in Maloja ins Chorlager; ursprünglich als einmaliges Lager geplant, zog sich die KKB bis 2007 nach Maloja ins Herbstlager zurück. Im Dezember 2002 führte die KKB zu ihrem 75. Geburtstag die Coronation Anthems und die Chichester Psalms choreografisch inszeniert von Parwin Hadinia im Theater Basel auf. Der Erfolg war so gross, dass im Juni 2003 ein Zusatzkonzert im Schiffbau in Zürich folgte.
Per Ende 2002 trat Jürg Rauschenbach, welcher massgeblich an der Durchführung und am Erfolg der grossen Konzertreisen nach Südafrika und Brasilien beteiligt war, als Präsident zurück. Als Nachfolge wurde der Bankier Kuno Hämisegger gewählt. Ausserdem kehrte der 1997 zurückgetretene Vizedirigent Rolf Herter zurück und führt seither zusammen mit Siegrist das Vizedirigat. 2003 nahm die KKB am 1. Internationalen Chorfestival Venezia in Musica in Venedig und Jesolo teil und führte zu Ostern 2004 Bachs Johannespassion auf. Im Mai 2005 fand eine Konzertreise durch Bulgarien statt, wobei der Chor als erster ausländischer Chor an der orthodoxen Osterfeier in der Alexander-Newski-Kathedrale in Sofia auftreten durfte. Im Januar und April desselben Jahres wurde die Petite Messe solennelle von Gioacchino Rossini in der Urfassung zur Aufführung gebracht. Im Dezember 2005 ging die erneute Aufführung der Saint Nicolas-Kantate von Britten und der Cantate de Noël von Arthur Honegger zusammen mit der Mädchenkantorei Basel über die Bühne. Eine sich über drei Jahre erstreckende Herbst-Konzertreise durch Deutschland führte die KKB 2004 nach Calw, Limburg, Göttingen und Rotterdam (Niederlande), 2006 nach Köllerbach, Neuhof (bei Fulda), Wiesbaden, Wirges und Luxemburg, sowie 2007 nach Frankfurt (Oder), Saalfeld, Jena und Sondershausen.

### Markus Teutschbein
Nach den Jahreskonzerten kündigte Raaflaub seinen Rücktritt per Februar 2007 an. Wie schon 1980 wurde eine Findungskommission gebildet. Die Wahl fiel auf Markus Teutschbein. Den Abschluss von Raaflaubs Tätigkeit als Chorleiter bildeten zwei ausverkaufte Aufführungen von Mendelssohn Bartholdys Oratorium Paulus. Während der Monate unmittelbar nach Raaflaubs Rücktritt leitete Vizedirigent Herter den Chor teilweise, während Teutschbein noch in Deutschland weilte.
Ab Februar 2007 war Teutschbein musikalischer Leiter der KKB und beging mit ihr als erstes gemeinsames Projekt die sechste Ausgabe des EJCF im Mai 2007 in Basel. Im September traten sie am Jugendkulturfestival Basel sowie am Lala Blabla Pomme d’Adam-Festival von The Glue auf. Im Januar 2008 wurde zusammen mit der Berner Freitagsakademie Händels Messiah in englischer Originalsprache aufgeführt; es folgte im März eine Konzertreise nach Ungarn mit zwei weiteren Messiah-Konzerten, u. a. in der Matthiaskirche von Budapest. Im Herbst wirkten die Knabenstimmen in einer Freiluftinszenierung von Orffs Carmina Burana mit. Im Oktober 2008 führten die Männerstimmen mit dem Orchester Collegium Musicum das nur für Männerchor komponierte Requiem in d-Moll von Luigi Cherubini im Basler Münster und im Musiksaal des Stadtcasino Basel auf; umrahmt wurde das Konzert vom Psalm 150 von César Franck und dem Te Deum von Georges Bizet.
Zur Passionszeit 2009 wurde im März die Johannespassion von Bach dreimal aufgeführt; nach zwei Konzerten im Basler Münster und dem Dom zu Arlesheim eröffnete die KKB den 37. Konzertsommer in der Klosterkirche Thalbürgel bei Jena. Im Frühsommer 2009 fand eine Konzertreise nach Frankreich statt. Dabei konzertierte der Chor in der Kathedrale von Lyon u. a. gemeinsam mit den Petits Chanteurs de Saint-Marc (bekannt aus dem Film Les Choristes) und gab weitere Konzerte in Nîmes, Carpentras und Besançon. Kurz darauf trat die KKB in drei gemeinsamen Konzerten mit den Freiburger Domsingknaben und dem Chœur de Garçons de Mulhouse auf.
Im Jahr 2011 wurde das Requiem von Wolfgang Amadeus Mozart aufgeführt, 2012 folgte Beethovens C-Dur-Messe. 2014 führte die Knabenkantorei Basel die von Alexander Grychtolik rekonstruierte Spätfassung der Markuspassion Johann Sebastian Bachs auf. Im folgenden Jahr fanden mehrere Konzerte mit dem Oratorium Elias von Felix Mendelssohn Bartholdy statt.
Von Herbst 2016 bis Sommer 2017 leitete Rolf Herter den Chor interimistisch. Im Sommer 2017 übernahm Oliver Rudin die Leitung des Chores.

## Partnerschaften
Neben der sporadischen Zusammenarbeit mit dem Theater Basel und verschiedenen Orchestern wie dem Sinfonieorchester Basel, dem Kammerorchester Basel und der Basel Sinfonietta wie auch auswärtiger Ensembles wie der Berner Freitagsakademie sowie mit verschiedenen Gastchören gab es mit der Mädchenkantorei Basel in der Vergangenheit eine regelmässige Zusammenarbeit. 2007 wurde eine Zusammenarbeit mit dem Orchester Collegium Musicum Basel vereinbart, welche 2009 einvernehmlich wieder aufgelöst wurde.

## Trivia
Die A Cappella-Musikgruppe The Glue und der Chor Männerstimmen Basel, beide aus Basel, wurden von ehemaligen Sängern des Chores gegründet und bestehen zu einem grossen Teil aus solchen.

## Diskografie

### LPs
- 1973: Felix Mendelssohn Bartholdy: Chor- und Orgelwerke. (Pelca, PSR 40 585; vergriffen)
- 1976: Barocke Weihnachtslieder: Ein Kind geborn zu Bethlehem. (Eigenverlag KKB)
- 1977: Weltliche Renaissancelieder: Nun fanget an, ein guts Lied zu singen. (Pelca, PSR 40 617)
- 1979: Heinrich Schütz: Musikalische Exequien und Psalm 136. (EMI, 065-03 828)
- 1980: Johann Sebastian Bach: Kantaten Nr. 82a und Nr. 161. (EMI, 065-43 076)
- 1980: Johann Sebastian Bach: Kantaten Nr. 179 und Nr. 177. (EMI, 065-43 077)
- 1985: Benjamin Britten: St. Nikolaus-Kantate. (Eigenverlag KKB, CS 558-3)

### MCs
- 1978: Bach/Brahms/Reger: Geistliche Motetten. (Eigenverlag KKB, EDT 80031; vergriffen)
- 1985: div. Komponisten: Knabenkantorei in concert. (Eigenverlag KKB, AZ 1014 MC; vergriffen)
- 1989: div. Komponisten: Musik zu Weihnachten – Weihnachtslieder und Motetten. (Eigenverlag KKB)
- 1992: div. Komponisten: Motetten grosser Meister/Schweizer Volksliedkantate. (Eigenverlag KKB)

### CDs
- 1989: div. Komponisten: Musik zu Weihnachten – Weihnachtslieder und Motetten. (Eigenverlag KKB)
- 1992: div. Komponisten: Motetten grosser Meister/Schweizer Volksliedkantate. (Eigenverlag KKB)
- 1994: C. Ph. E. Bach: Markuspassion. (Ars Musici)
- 1994: Mendelssohn/Rheinberger: Psalm 95 und Weihnachtskantate. (Eigenverlag KKB)
- 1996: Martin/Beethoven: In Terra Pax und Friedenskantate. (Eigenverlag, KKB-007)
- 1997: div. Komponisten: Geistliche Vokalmusik. (Eigenverlag, KKB-008)
- 1999: Telemann/Krebs/Bach/Dudli: Eine grosse Freude. (Eigenverlag, KKB-009)
- 2000: div. Komponisten: Highlights. (Eigenverlag, KKB-010)
- 2000: div. Komponisten: Spirituals + Lieder + Songs. (Eigenverlag, KKB-011)
- 2000: Johann Sebastian Bach: Weihnachtsoratorium I, IV–VI. (Eigenverlag, KKB-012)
- 2001: Felix Mendelssohn Bartholdy: Elias. (Eigenverlag, KKB-013)
- 2005: div. Komponisten: Tournee-Programm 2005. (Eigenverlag, KKB-014)
- 2010: div. Komponisten: SILENTIUM! (Eigenverlag)
- 2015: Johann Sebastian Bach: Markus-Passion. Spätfassung von 1744, Rekonstruktion: Alexander F. Grychtolik. (Rondeau Production)

## Grosskonzerte seit 1997
- Dez. 1997: Die Jahreszeiten von Joseph Haydn
- Dez. 1999: Weihnachtsoratorium von Johann Sebastian Bach
- Nov. 2000: Elias von Felix Mendelssohn Bartholdy
- Dez. 2001: Sankt Nikolaus-Kantate von Benjamin Britten (nur Knabenstimmen, mit der Kantorei St. Arbogast)
- Nov./Dez. 2002, Jun. 2003: Coronation Anthems von Georg Friedrich Händel, Chichester Psalms von Leonard Bernstein
- Apr. 2004: Johannespassion von Johann Sebastian Bach
- Jan./Apr. 2005: Petite Messe solennelle von Gioacchino Rossini
- Dez. 2005: Cantate de Noël von Arthur Honegger und Sankt Nikolaus-Kantate von Benjamin Britten
- Feb. 2007: Paulus von Felix Mendelssohn Bartholdy
- Jan./März 2008: The Messiah von Georg Friedrich Händel
- Dez. 2009: Weihnachtsoratorium von Johann Sebastian Bach
- Nov. 2010: Die Schöpfung von Joseph Haydn
- März 2014: Markuspassion von Johann Sebastian Bach, Spätfassung von 1744, Rekonstruktion: Alexander F. Grychtolik
- Sept. 2019: Mitwirkung am „Theater im Münster“ zum 1000-Jahr-Jubiläum des Basler Münsters[2]
- Aug. 2022: Weissagung und Erfüllung von Hans Huber, mit dem Sinfonieorchester Basel, den Basler Madrigalisten, sowie dem Basler Gesangsverein[3]
- Jan. 2023: Messe in C-moll von Wolfgang Amadeus Mozart, mit dem Kammerorchester Basel[4]
- Jan. 2023: Requiem von Gabriel Fauré, mit dem Kammerorchester Basel[4]

## Dirigenten
- Hermann Ulbrich (1927–1970)
- Markus Ulbrich (1970–1980)
- Klaus Knall (1980–1983)
- Beat Raaflaub (1983–2007)
- Markus Teutschbein (2007–2016)
- Rolf Herter ad interim (2016–2017)
- Oliver Rudin (seit 2017)

## Präsidenten
- Jakob Staehelin (1929–1933)
- Hans Staehelin (1933–1936)
- Alfred Courvoisier (1936–1950)
- Alfred Studer (1950–1956)
- Rudolf Moser (1956–1960)
- Rudolf Massini (1960–1972)
- Max Huldi (1972–1983)
- Gerhard Winkler (1983–1994)
- Jürg Rauschenbach (1994–2003)
- Kuno Hämisegger (2003–2008)
- Werner Schniepper (2008–2017)
- Peter Küng (seit 2017)

## Bekannte Ehemalige
- Rainer Brambach, Schriftsteller
- David Bröckelmann, Schauspieler
- Martin Bruns, Bariton
- Michael Feyfar, Sänger
- Lukas Holliger, Dramatiker
- Martin Jaggi, Komponist
- Michael Koch, Schauspieler, Regisseur
- Thomas Mattmüller, Dirigent
- Jörg-Andreas Bötticher, Cembalist, Organist
- Andreas Meier, Dirigent
- Hanno Müller-Brachmann, Sänger, Opernsänger
- Meinert Rahn, Geologe, Mineraloge
- Felix Rienth, Sänger
- Oliver Rudin, Dirigent, Sänger, Komponist